# Journal officiel de l'Algérie
Ne doit pas être confondu avec Journal officiel de la République algérienne démocratique et populaire.
 (juillet 2016).
Si vous disposez d'ouvrages ou d'articles de référence ou si vous connaissez des sites web de qualité traitant du thème abordé ici, merci de compléter l'article en donnant les références utiles à sa vérifiabilité et en les liant à la section « Notes et références ».
Le Journal officiel de l'Algérie (JOA) est un ancien journal officiel qui paraît à Alger de 1927 à 1958. Publié pendant la période de l'Algérie française, il contient les textes officiels de l'autorité coloniale.

## Histoire

### Bulletin officiel du Gouvernement général de l'Algérie
Le Bulletin officiel du Gouvernement général de l'Algérie apparaît après le rétablissement du poste de Gouverneur général de l'Algérie en 1861. Il succède au Bulletin officiel de l'Algérie et des Colonies. Tous les textes sont publiés conjointement dans Le Mobacher. Il paraît du 1er janvier 1861 au 31 décembre 1926.[réf. nécessaire]

### Journal officiel de l'Algérie
Le Journal officiel de l'Algérie est créé en 1927 ; il est issu de la fusion du journal Le Mobacher, publié pour la première fois le 15 septembre 1847, et du Bulletin officiel du Gouvernement général de l'Algérie, fondé en 1861. C'est le 7 janvier 1927 que paraît le premier numéro du Journal officiel de l'Algérie. Sa parution, hebdomadaire à ses débuts, devient semi-hebdomadaire. Il est divisé en trois parties :
- la première, intitulée « Lois et décrets »[1], concerne les lois, décrets, arrêtés, règlements, circulaires, instructions d'ordre général, avis, communications, informations et annonces ;
- la deuxième, intitulée « Décret et arrêtés »[1], concerne les décrets, arrêtés et textes divers n'ayant pas un caractère d'ordre général ;
- la troisième correspond à son édition en arabe sous le titre El-Djarida Er-rasmia El-Djazaïria[1] (الجريدة الرسمية الجزائرية selon la translittération officielle de l'arabe encore en usage de nos jours en Algérie).

Son format est celui du Journal officiel de la République française[réf. souhaitée].
Le Journal officiel de l'Algérie publie également les sessions de l'Assemblée financière de l'Algérie de 1945 à 1948[réf. souhaitée].
À partir d'avril 1948, il publia in extenso les comptes-rendus des débats de l'Assemblée algérienne ainsi que les propositions et projets de décision et les demandes d'avis de l'assemblée,.
Le Journal officiel de l'Algérie disparaît en 1958 lors de la mise en place de la délégation générale du gouvernement en Algérie. Le dernier numéro paraît le 25 juillet 1958. C'est le Recueil des actes administratifs de la Délégation générale du Gouvernement en Algérie qui lui succède dès le 29 juillet.